# Josefina da Bélgica
Josefina Carolina Maria Albertina da Bélgica (Bruxelas, 18 de outubro de 1872 — Namur, 6 de janeiro de 1958) foi princesa da Bélgica e duquesa da Saxônia por nascimento e princesa de Hohenzollern pelo seu casamento com Carlos Antônio de Hohenzollern.

## Família
Josefina foi a terceira filha e quarta criança nascida do príncipe Filipe, Conde de Flandres e da princesa Maria Luísa de Hohenzollern-Sigmaringen. Os seus avós paternos eram o rei Leopoldo I da Bélgica e Luísa Maria de Orleães. Os seus avós maternos eram o príncipe Carlos Antônio de Hohenzollern e Josefina de Baden.
Ela teve quatro irmãos, entre eles o rei Alberto I da Bélgica, marido de Isabel da Baviera.

## Biografia
Aos 21 anos de idade, a princesa Josefina casou-se com o seu primo materno, o príncipe Carlos Antônio, de 25 anos, no Palácio Real de Bruxelas, no dia 28 de maio de 1894. Ele era o filho mais novo de Leopoldo de Hohenzollern e de Antónia de Bragança, infanta de Portugal, filha da rainha Maria II de Portugal.
O casal residia no Castelo de Namedy, atualmente na cidade de Andernach, no estado alemão da Renânia-Palatinado, o qual eles compraram em 1909. Durante a Primeira Guerra Mundial, ela transformou o castelo em um hospital para soldados, enquanto seu marido servia como tenente-general no exército prussiano.
Após a guerra, o príncipe faleceu em 21 de fevereiro de 1919. O casal teve quatro filhos, três meninas e um menino.
Anos depois, em 19 de janeiro de 1935, Josefina tornou-se uma freira da Ordem de São Bento, no Convento de Santo Alberto, em Namur. No dia 6 de agosto, ela adotou o nome de Maria Josefina.
A princesa faleceu em 6 de janeiro de 1958, aos 85 anos, e foi enterrada no Cemitério Belgrado, em Namur.

## Descendência
- Estefânia Josefina Carolina Filipina Leopoldina Maria de Hohenzollern (8 de abril de 1895 – 7 de agosto de 1975), foi esposa de José Ernesto, 2.° Príncipe Fugger von Glött, de quem se divorciou em 1943. Sem descendência;
- Maria Antonieta Guilhermina Augusta Vitória de Hohenzollern (23 de outubro de 1896 – 4 de julho de 1965), foi esposa do barão Egon Eyrl von und zu Waldgries und Liebenaich, com quem teve quatro filhos;
- Alberto Luís Leopoldo Tassilo de Hohenzollern (28 de setembro de 1898 – 30 de julho de 1977), foi casado com lse Margot Klara Willy von Friedeburg, com quem teve cinco filhos;
- Henriqueta Leopoldina Guilhermina de Hohenzollern-Sigmaringen (29 de setembro de 1907 – 3 de outubro de 1907).

## Títulos, estilo e honras
- 18 de outubro de 1872 – 28 de maio de 1894: Sua Alteza Real Princesa Josefina Carolina da Bélgica, Princesa de Saxe-Coburgo-Gota, Duquesa da Saxônia
- 28 de maio de 1894 – 21 de fevereiro de 1919: Sua Alteza Real Princesa Josefina Carolina de Hohenzollern, Princesa da Bélgica, Princesa de Saxe-Coburgo-Gota, Duquesa da Saxônia
- 21 de fevereiro de 1919 – 6 de janeiro de 1958: Sua Alteza Real Princesa Josefina Carolina, Princesa Viúva de Hohenzollern, Princesa da Bélgica, Princesa de Saxe-Coburgo-Gota, Duquesa da Saxônia

### Honras
- Reino de Portugal: Dama Grã-Cruz da Ordem Real de Santa Isabel, (19 de junho de 1894).
- Reino da Baviera: Dama da Ordem de Santa Isabel, (1900).
- Reino da Prússia: Dama da Ordem de Luísa